# Danchigai
Danchigai (だんちがい? lett. "Grande differenza") è un manga yonkoma scritto e disegnato da Kazusa Yoneda, serializzato sul Manga 4-koma Palette di Ichijinsha dal 22 giugno 2011 al 22 settembre 2021. Un adattamento anime, prodotto da Dream Creation e realizzato da Creators in Pack, è stato trasmesso in Giappone tra il 9 luglio e il 24 settembre 2015.

## Trama
La storia è incentrata su Haruki e sulle sue quattro sorelle: Mutsuki, Yayoi, Uzuki e Satsuki. Sebbene la sua vita possa sembrare monotona, in realtà il ragazzo non viene lasciato mai in pace, sempre circondato dalla sua famiglia che non perde mai occasione per tirargli brutti scherzi. Ciononostante, ad Haruki va bene così.

## Personaggi

Da sinistra verso destra: in alto Haruki, Yayoi e Mutsuki; in basso Uzuki e Satsuki

Haruki Nakano (仲野 晴輝?, Nakano Haruki)
Doppiato da: Atsushi Abe
Il protagonista della serie, il quale passa la maggior parte del tempo giocando ai videogiochi.
Mutsuki Nakano (仲野 夢月?, Nakano Mutsuki)
Doppiata da: Satomi Akesaka
La più grande dei cinque fratelli che pur essendo la figlia più responsabile, quando sta da sola insieme ad Haruki diventa molto più rilassata e spensierata.
Yayoi Nakano (仲野 弥生?, Nakano Yayoi)
Doppiata da: Mikako Komatsu
Una delle sorelle minori di Haruki, che pur essendo piuttosto violenta nei suoi confronti, è molto affezionata a lui. Essendo alquanto atletica, è brava negli sport ed è l'asso della squadra di basket della sua scuola.
Uzuki Nakano (仲野 羽月?, Nakano Uzuki)
Doppiata da: Sora Tokui
La sorella gemella di Satsuki, che insieme a lei è la più piccola dei cinque fratelli. Ha una personalità estroversa ed è piuttosto attiva.
Satsuki Nakano (仲野 咲月?, Nakano Satsuki)
Doppiata da: Sayaka Horino
La sorella gemella di Uzuki, che insieme a lei è la più piccola dei cinque fratelli. A differenza di Uzuki, è caratterizzata da una personalità molto più tranquilla.

## Media

### Manga
La serie, scritta e disegnata da Kazusa Yoneda, ha iniziato la serializzazione sulla rivista Manga 4-koma Palette di Ichijinsha il 22 giugno 2011 ed si è conclusa il 22 settembre 2021. Il primo volume tankōbon è stato pubblicato il 22 novembre 2012 ed l'ultimo, l'undicesimo, è stato pubblicato il 21 ottobre 2021.

#### Volumi
| Nº | Data di prima pubblicazione | Data di prima pubblicazione | Data di prima pubblicazione |
| Nº | Giapponese                  | Giapponese                  |                             |
| -- | --------------------------- | --------------------------- | --------------------------- |
| 1  | 22 novembre 2012            | ISBN 978-4-7580-8159-7      |                             |
| 2  | 22 dicembre 2014            | ISBN 978-4-7580-8226-6      |                             |
| 3  | 22 aprile 2015              | ISBN 978-4-7580-8230-3      |                             |
| 4  | 19 settembre 2015           | ISBN 978-4-7580-8246-4      |                             |
| 5  | 21 settembre 2016           | ISBN 978-4-7580-8270-9      |                             |
| 6  | 22 settembre 2017           | ISBN 978-4-7580-8294-5      |                             |
| 7  | 22 ottobre 2018             | ISBN 978-4-75-808315-7      |                             |
| 8  | 22 luglio 2019              | ISBN 978-4-75-808333-1      |                             |
| 9  | 22 aprile 2020              | ISBN 978-4-75-808342-3      |                             |
| 10 | 25 gennaio 2021             | ISBN 978-4-75-808359-1      |                             |
| 11 | 21 ottobre 2021             | ISBN 978-4-75-808374-4      |                             |

### Anime
Un adattamento anime, prodotto da Dream Creation e realizzato da Creators in Pack per la regia di Hiroshi Kimura, è andato in onda dal 9 luglio al 24 settembre 2015. In tutto il mondo gli episodi sono stati trasmessi in streaming in simulcast, anche coi sottotitoli in lingua italiana, da Crunchyroll. Un episodio OAV è stato incluso nell'edizione home video della serie il 18 settembre 2015.

#### Episodi
| Nº  | Titolo italiano Giapponese 「Kanji」 - Rōmaji                                                                                  | In onda           | In onda |
| Nº  | Titolo italiano Giapponese 「Kanji」 - Rōmaji                                                                                  | Giapponese        |         |
| 1   | Edificio uno: il condominio Yumeno 「一号棟 夢野団地」 - Ichi-gōtō Yumeno danchi                                               | 9 luglio 2015     |         |
| 2   | Edificio due: i compiti delle gemelle 「二号棟 双子の宿題」 - Ni-gōtō futago no shukudai                                       | 16 luglio 2015    |         |
| 3   | Edificio tre: il vero volto di Mutsuki 「三号棟 夢月の素顔」 - San-gōtō Mutsuki no sugao                                       | 23 luglio 2015    |         |
| 4   | Edificio quattro: riso al curry 「四号棟 カレーライス」 - Yon-gōtō karēraisu                                                   | 30 luglio 2015    |         |
| 5   | Edificio cinque: l'orologio degli anime di Satsuki 「五号棟 咲月のアニメ時計」 - Go-gōtō Satsuki no anime tokei                | 6 agosto 2015     |         |
| 6   | Edificio sei: la moltiplicazione dei parenti 「六号棟 姉妹のかけ算」 - Roku-gōtō kyōdai no kakezan                             | 13 agosto 2015    |         |
| 7   | Edificio sette: apre la piscina del complesso residenziale?! 「七号棟 団地でプール開き」 - Nana-gōtō danchi de pūru-biraki     | 20 agosto 2015    |         |
| 8   | Edificio otto: decisamente fratelli 「八号棟 姉妹ですね」 - Hachi-gōtō kyōdai desu ne                                          | 27 agosto 2015    |         |
| 9   | Edificio nove: ti piacciono tanto i dispetti? 「九号棟 いたずら大好き！？」 - Kyū-gōtō itazura daisuki!?                       | 3 settembre 2015  |         |
| 10  | Edificio dieci: la richiesta di Mutsuki?! 「十号棟 夢月のお・ね・が・い！？」 - Jū-gōtō Mutsuki no onegai!?                    | 10 settembre 2015 |         |
| 11  | Edificio undici: Yayoi si prende cura di me?! 「十一号棟 弥生の看病！？」 - Jū ichi-gōtō Yayoi no kanbyō!?                     | 17 settembre 2015 |         |
| 12  | Edificio dodici: il legame tra Haruki e le sorelle 「十二号棟 晴輝と姉妹達の絆」 - Jū ni-gōtō Haruki to kyōdai-tachi no kizuna | 24 settembre 2015 |         |
| OAV | |                   |         |
| 13  | 「十三号棟 銭湯行きたいー！！」 - Jū san-gōtō sentō ikitai!! – "Edificio tredici: voglio andare ai bagni pubblici!!"           | 18 settembre 2015 |         |